# Karahisartatlısı
Karahisartatlısı (abans Karahisar Tathsı) és un poble de Turquia al districte de Akdağmadeni, província de Yozgat.
Fou l'antiga Kara Hisar-i Behramshah, visitada per Ewliya Celebi al segle xvii.